# SRI International

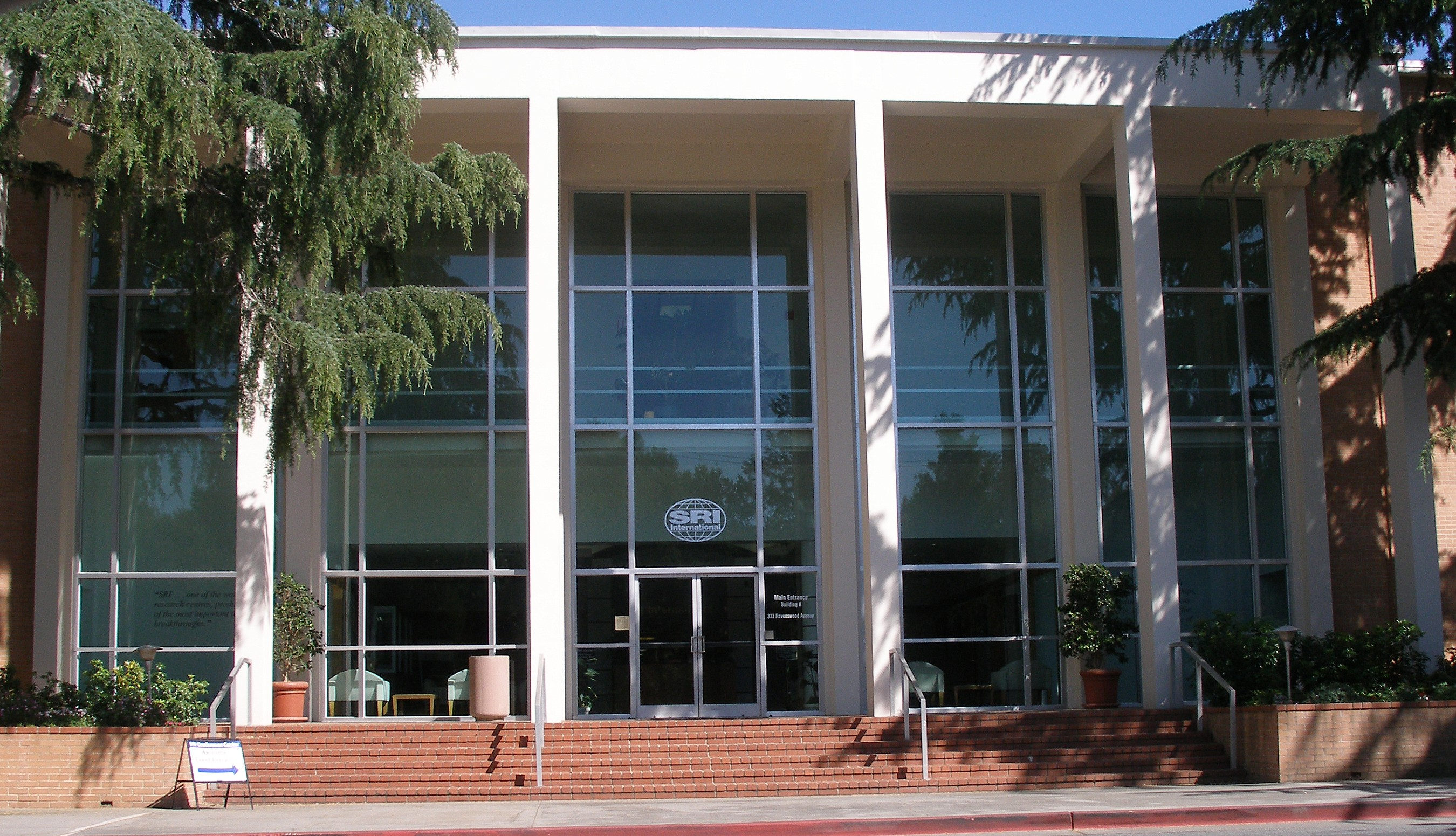
SRI-Gebäude in Menlo Park, Kalifornien

SRI International (SRI), gegründet als Stanford Research Institute der Stanford University, ist ein Forschungsinstitut mit Sitz in Menlo Park an der Bucht von San Francisco, das praktische Anwendungen der Naturwissenschaften entwickelt.
Das Institut wurde im Jahr 1946 gegründet, ist seit 1970 von der Universität unabhängig, und nennt sich seit 1977 SRI International. Seine Finanzierung erfolgt durch Aufträge von Regierungen, Unternehmen und anderen Organisationen.
Das SRI forscht in vielen Disziplinen, beispielsweise in der Medizin und der Informationstechnik.
Im Dezember 1968 zeigte Douglas C. Engelbart vom SRI im Rahmen der später The Mother of All Demos genannten Präsentation des dort entwickelten kollaborativen Computersystems oN-Line System nicht nur erstmals die dafür erfundene Computermaus, sondern beispielsweise auch eine Videokonferenz.
Der erste Adressat und Empfänger einer Nachricht im Arpanet, dem Ursprung des Internets, war im folgenden Jahr das SRI. Im November 1977 führte das SRI den ersten Datentransfer über mehrere völlig unterschiedliche Netze hinweg durch, von einem Lieferwagen mit Funksender bei San Francisco aus über das University College London zur University of Southern California.
Vom SRI aus wurden mehrere Dutzend Unternehmen gegründet, beispielsweise Nuance Communications. So entstand auch die Spracherkennung Siri vom Apple iPhone.